# إلويز (فلم)
إلويز (بالإنجليزية: Eloise) هو فيلم رعب أمريكي من كتابة كريستوفر بوريللي وإخراج روبرت ليجاتو سنة 2017، وبطولة كل من إليزا دوشكو وروبرت باتريك وتشيس كراوفورد وبراندون تي جاكسون وبي جاي بيرن.
أُصدر الفيلم بتاريخ 3 فبراير 2017.

## القصة
ينجرف أربعة أصدقاء إلى اقتحام إحدى مصحات الأمراض العقلية المهجورة من أجل البحث عن شهادة وفاة ستضمن لواحد من الرفقة ميراثًا ضخمًا، ولكن مع قيامهم بالبحث عن هذه الشهادة، تصير هذه أخف مشاكلهم وهمومهم مقارنًة بما سيواجهونه من رعب داخل هذه المصحة المهجورة.

## التصوير
تم تصوير الفيلم في مصحة «إلويز» النفسية العلاجية التي تقع في ويستلاند. وتعتبر المصحة واحدة من أكبر المصحات النفسية والعلاجية في العالم في وقت إنشاءها، وقد كانت عبارة عن مجتمع علاجي كامل يعيش فيه المرضى.

## روابط خارجية
- مقالات تستعمل روابط فنية بلا صلة مع ويكي بيانات